# Taichi Hara
Taichi Hara (jap. 原 大智, ur. 5 maja 1999 w Hino) – japoński piłkarz występujący na pozycji napastnika w belgijskim klubie Sint-Truidense VV, do którego jest wypożyczony z hiszpańskiego Deportivo Alavés. Były młodzieżowy reprezentant Japonii. 
Wychowanek F.C. Tokyo, w swojej karierze występował także w Istrze 1961. 

## Sukcesy

### Klubowe
F.C. Tokyo
- Zdobywca Pucharu Ligi Japońskiej: 2020

### Indywidualne
- Król strzelców J3 League: 2019 (19 goli)